# Cantone di Jurançon
Il Cantone di Jurançon era una divisione amministrativa dell'Arrondissement di Pau.
È stato soppresso a seguito della riforma complessiva dei cantoni del 2014, che è entrata in vigore con le elezioni dipartimentali del 2015.
Comprendeva la parte sud della città di Pau e i comuni di
- Bosdarros
- Gan
- Jurançon
- Laroin
- Saint-Faust